# Van Buren (computerspel)
Van Buren was de codenaam voor Fallout 3, een computerrollenspel dat door Black Isle Studios werd ontwikkeld. Doordat het moederbedrijf (Interplay Entertainment) failliet ging, werd Black Isle Studios opgeheven. Dit leidde tot het ontslag van het ontwikkelingsteam op 8 december 2003 en effectief het annuleren van het spel.
Voorafgaand aan de annulering zou Van Buren de Fallout-serie voortzetten. Tevens was het geen vervolg op het verhaal van Fallout 2. In april 2007 verkocht Interplay de singleplayerrechten van de franchise aan Bethesda Softworks. Vervolgens ontwikkelde Bethesda Game Studios een officiële Fallout 3, welke uitgebracht werd op 28 oktober 2008. Dit spel stond los van het geannuleerde Van Buren-project. 
Verschillende medewerkers van Black Isle Studios vormden Obsidian Entertainment. Veel van de thema's, facties en personages van Van Buren werden opgenomen in Obsidian's Fallout: New Vegas, dat uitgegeven werd door Bethesda Softworks op 22 oktober 2010.

## Ontwikkeling
Voorafgaand aan de ontwikkeling van project Van Buren, werden twee pogingen om een nieuwe Fallout game te maken stopgezet door Titus Software. In plaats van Fallout spellen werden andere titels van Interplay ontwikkeld, dit waren met name spellen voor gameconsoles. Tijdens de ontwikkeling van Baldur's Gate III: The Black Hound verloor Interplay de rechten om Icewind Dale en Baldur's Gate videogames te maken voor de pc, waardoor dit spel werd geannuleerd. Met de annulering van Baldur's Gate III werd het team van Black Isle Studios onmiddellijk overgeplaatst naar project Van Buren. Gedurende deze tijd werkte het eigen team van Interplay aan Fallout: Brotherhood of Steel, waardoor de teams slechts één vergaderingen hadden om het project te plannen.
Toen veel van de meest getalenteerde ontwikkelaars van Black Isle Studios de studio verlieten, reageerde ontwikkelaar Damien Foletto door te stellen dat ze alleen op de been gehouden werden door het vertrouwen binnen het team en de overtuiging was dat ze het spel konden afmaken. De game werd officieel geannuleerd toen Titus Software besloot om de consoleafdeling van Interplay te verbeteren. Dit leidde ertoe dat een bijna voltooide Fallout 3 werd geannuleerd. Leden van het Black Isle-team werden vervolgens overgeplaatst naar de ontwikkeling van Fallout: Brotherhood of Steel 2 of Baldur's Gate: Dark Alliance II. Enkel de laatste van de twee werd ook daadwerkelijk uitgebracht.

## Vervolg
Op 3 mei 2007 werd een tech demo van Van Buren gelekt op het internet. De technische demo bevatte drie nummers van de sampler Funeral Songs, uitgebracht op 26 juni 2001. Ook bevatte het één nummer van onbekende oorsprong. Alle nummers leken te zijn getranscodeerd van MP3.
Verder kondigde Adam Lacko op 10 juli 2018 aan dat hij bezig was met een onofficiële remake van Van Buren in Unity. De remake is anno 2021 nog in ontwikkeling en de releasedatum is onbekend.